# Zvučni zubni tjesnačnik
Zvučni zubni tjesnačnik (zvučni dentalni frikativ) suglasnik je koji se upotrebljava u nekim jezicima. Za njega se u međunarodnoj fonetskoj abecedi (IPA) rabi simbol [ð].
Glas ne postoji u standardnom hrvatskom jeziku i narječjima, ali postoji npr. u engleskom (primjerice that, father), grčkom, albanskom (primjerice idhull) i svahiliju (primjerice dhambi) u kojima se pojavljuje uz bezvučni zubni tjesnačnik.
Hrvatski glas /z/ također je zvučni zubni tjesnačnik, ali je sibilant, pa se izgovara poput alveolarnog glasa [z], no za izgovor se jezik postavi na zube, ne na nepce ([z̪]).
Njegove značajke uključuju:
- Po načinu tvorbe jest tjesnačnik (frikativ)

- Po mjestu tvorbe jest zubni suglasnik (dentalni suglasnik)

- Po zvučnosti jest zvučan.